# Piazza di Postierla
La piazza di Postierla, anche detta dei Quattro Cantoni, è una piazza del centro storico di Siena situata alla fine di via di Città.

## Storia e descrizione
Il nome della piazza deriva da una postierla, perché qui terminava la prima cerchia muraria con la porta Oria (o Aurea), divenuta poi porta secondaria nel Basso Medioevo e quindi "postierla". Comunemente la piazza viene chiamata Quattro Cantoni poiché vi si intersecano le vie principali del Terzo di Città: via di Città, via del Capitano, via San Pietro e via di Stalloreggi.
In angolo con la piazzetta si erge la casa-torre Forteguerri inglobata in palazzo Bardi alla Postierla, collegata anticamente da un cavalcavia all'antistante palazzo Borghesi (ristrutturato nel 1513-1514), per impedire, secondo una cronaca del 1283, il passaggio nella via della rivale famiglia degli Incontri, abitanti in via di Stalloreggi. La vicina farmacia dei Quattro Cantoni ha arredi neoclassici, disegnati nel 1830 da Agostino Fantastici.
Al centro della piazzetta si trova una colonna quattrocentesca con un portabandiera in ferro battuto e l'emblema della città: la Lupa senese. È presente anche una fontana, sormontata da un'aquila, fontanina battesimale della Nobile Contrada dell'Aquila.
Si affacciano sulla piazza, alcuni dei più importanti palazzi nobiliari di Siena: palazzo Chigi alla Postierla, palazzo Bardi alla Postierla, palazzo Borghesi alla Postierla.